# Egan Wint
Egan Wint (Denver, 8 aprile 2001) è una snowboarder statunitense.

## Palmarès

### Winter X  Games
- 1 medaglia:
  - 1 bronzo (knuckle huck ad Aspen 2024)